# Sangue e neve
Sangue e neve (Blod på snø) è un romanzo noir scritto da Jo Nesbø nel 2015.

## Trama
Olav è un killer dislessico, incapace di fare i conti più semplici, troppo tenero di cuore per fare il protettore. Uccidere è l'unica cosa che gli riesce bene. Olav lavora per Hoffmann, il capo della mala di Oslo, ma si considera un free lance. Quando Hoffmann gli ordina di uccidere la sua seconda moglie perché questa lo tradisce, Olav sa che ne verranno solo guai. E quando, anziché ucciderla, della donna Olav si innamora, i guai non possono che aumentare. Adesso Olav è braccato, e così Corina. La sua unica speranza è uccidere Hoffmann prima che questo uccida lui.

## Edizioni
- Jo Nesbø, Sangue e neve, Einaudi, 2015,  p. 148, ISBN 9788806218065.